# Filmografia Looney Tunes și Merrie Melodies
Aceasta este o listă a episoadelor produse de Warner Bros. ale desenelor Looney Tunes și Merrie Melodies.

### Filmografii complete de o singură pagină
- Looney Tunes Checklist
- Filmografia completă LT/MM